# Luigi Casale
Luigi Casale (Langosco, Pavía, 1882 - Vigevano, 1927) fue un químico e industrial italiano, alumno de Arturo Miolati. Profesor en las universidades de Turín y Nápoles, ideó un proceso industrial para la obtención sintética del amoníaco. Un proceso similar fue creado por Giacomo Fauser. En 1921, funda la empresa Ammonia Casale S.A. En 2009, tal compañía pasa a formar parte del Grupo Casale.